# Powell Island
Powell Island ist eine unbewohnte Insel im Südlichen Ozean, die zur Gruppe der Südlichen Orkneyinseln gehört.

## Geographie
Powell Island liegt zwischen den beiden größten Inseln der Gruppe – Coronation Island und Laurie Island – und wird von diesen durch die Lewthwaite Strait bzw. die Washington Strait getrennt. Die langgestreckte, größtenteils eisbedeckte Insel weist in Nord-Süd-Richtung eine Länge von etwa elf Kilometern auf, in Ost-West-Richtung beträgt die Breite hingegen nur etwa drei Kilometer. Ihre Fläche beträgt 20 km².

## Geschichte
Powell Island wurde im Dezember 1821 von den Robbenjägern Nathaniel Palmer und George Powell (1794–1824) entdeckt und kartiert. 1839 wurde die Insel nach letzterem benannt.

## Naturschutz
1966 wurde die Südspitze Powell Islands gemeinsam mit der Fredriksen-Insel und einigen anderen vorgelagerten Inseln als „besonders geschütztes Gebiet (SPA-15)“ unter den Schutz des Antarktisvertrags gestellt, um das bestehende Ökosystem aus einer relativ reichen Vegetation, einer beachtlichen Vogelwelt und einer wachsenden Population des Antarktischen Seebären zu erhalten. Heute wird das Gebiet als besonders geschütztes Gebiet der Antarktis ASPA-111 nach Anlage V (Schutz und Verwaltung von Gebieten) des Umweltschutzprotokolls zum Antarktisvertrag geführt.
BirdLife International weist ASPA-111 auch als Important Bird Area (AQ015) aus. Grund dafür sind die Brutkolonien der Zügel-, Esels- und Adeliepinguine sowie des Riesensturmvogels und der Blauaugenscharbe.